# جورج ألمان (مؤرخ طبيعي)
جورج جيمس ألمان (بالإنجليزية: George James Allman)‏ عالم بيئة وعالم نبات وحيوان إيرلندي شغل منصب أستاذ فخري للتاريخ الطبيعي في جامعة إدنبرة في اسكتلندا.

## حياته
ولد ألمان في كورك بأيرلندا، وتلقى تعليمه المبكر في المعهد الأكاديمي الملكي في بلفاست. درس لبعض الوقت في نقابة المحامين الأيرلندية، لكنه تخلى في النهاية عن القانون لصالح العلوم الطبيعية. وفي عام 1843، تخرج في الطب في كلية ترينيتي في دبلن، وفي العام التالي تم تعيينه أستاذًا لعلم النبات في نفس الجامعة، خلفًا لعالم النبات ويليام ألمان (1776-1846)، والد جورج جونستون ألمان ( قرابة بعيدة لجورج). شغل هذا المنصب لمدة اثني عشر عامًا تقريبًا حتى رحل إلى إدنبرة كأستاذ للتاريخ الطبيعي. وبقي هناك حتى عام 1870، عندما دفعته الاعتبارات الصحية إلى الاستقالة من أستاذه والتقاعد في دورست، حيث كرس نفسه لهواية البستنة.
 إلى أن مات في أردمور، باركستون في دورست ودفن في مقبرة بول.

## أعماله
لقد نشر العديد من الأعمال. لكن أهمها هي دراسة له عن الهيدروزوا، نشرت بين عامي 1871 و 1872. وهي دراسة شاملة، تستند إلى حد كبير على أبحاثه الخاصة وموضحة برسومات مميزة بخط يده. العلم البيولوجي مدين له أيضًا بعدة مصطلحات ملائمة دخلت حيز الاستخدام، على سبيل المثال الأديم الباطن والأديم الظاهر. وقد ساهم بمقالات في مجلة الطبيعة الأيرلندية.

## المناصب والجوائز
أصبح زميلًا في الجمعية الملكية عام 1854، وحصل على الميدالية الملكية عام 1873. حصل على وسام كننغهام من الأكاديمية الملكية الأيرلندية عام 1878. في 1859-1860 كان رئيسًا للجمعية النباتية في إدنبرة، ولعدة سنوات (1874-1881) رئيسًا لجمعية لينيان، وفي عام 1879 ترأس اجتماع شيفيلد للجمعية البريطانية.